# Oddílové návěstidlo

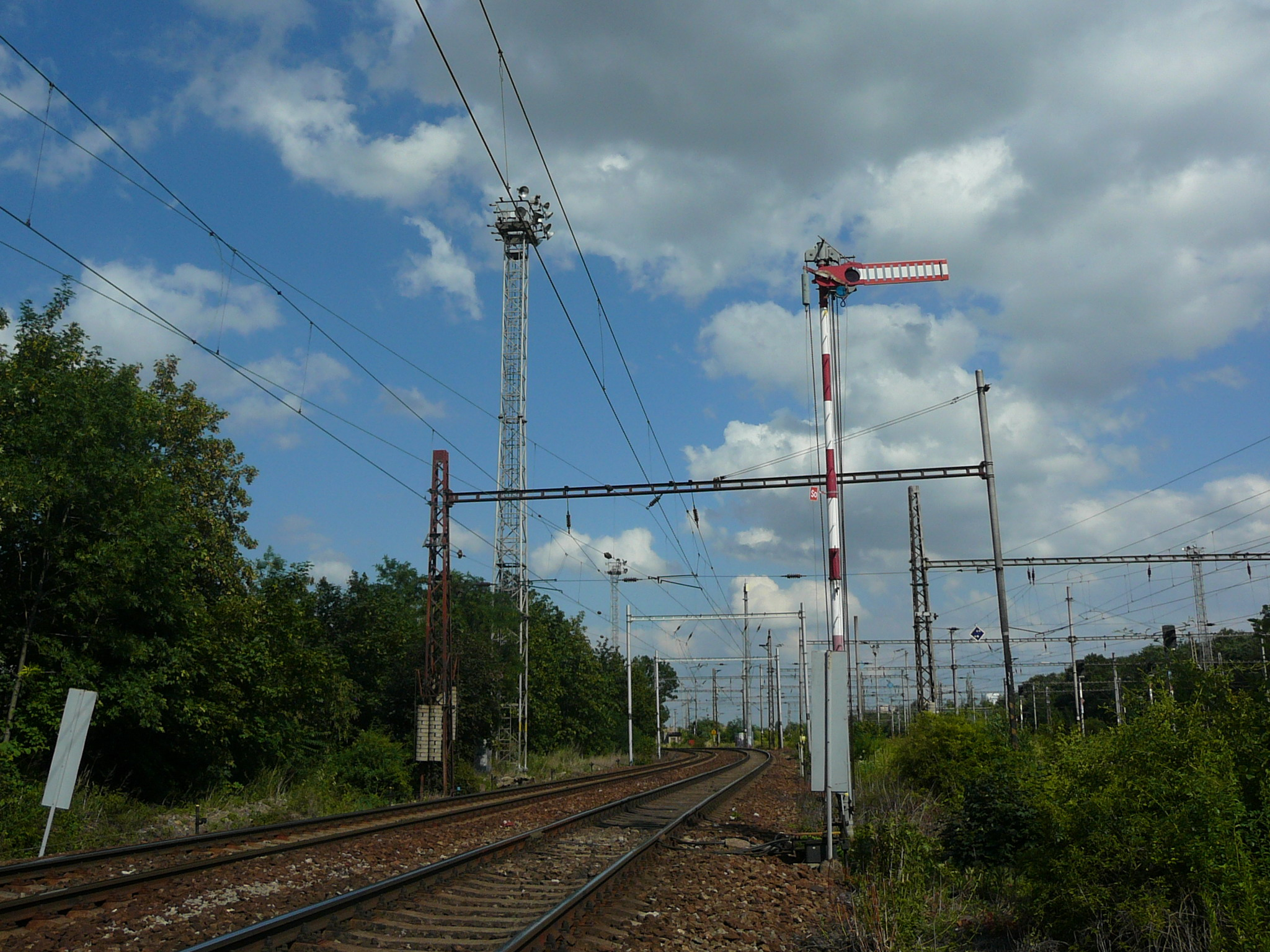
Oddílové mechanické návěstidlo „So“ hradla Praha Železný most ve směru do Prahy-Hostivaře na trati 221 Praha – Benešov u Prahy (– České Budějovice). Na návěstidle je návěst „Stůj“.

Oddílovým návěstidlem se v železniční terminologii rozumí návěstidlo na širé trati, které dělí mezistaniční úsek na 2 nebo více oddílů.

## Základní poloha oddílového návěstidla
Základní polohou oddílového návěstidla je stav, při němž návěstidlo nevyžaduje obsluhu např. jízdou vlaku nebo úkonem obsluhy zabezpečovacího zařízení na příslušném řídícím stanovišti (hlásce, hradle nebo okolních stanicích).
Základní polohou oddílového návěstidla umístěného na hlásce nebo hradle je návěst „Stůj”. Na  návěstidle svítí červené světlo, respektive rameno mechanického návěstidla je ve vodorovné poloze.
V případě automatického bloku čili autobloku je v základní poloze na návěstidle návěst „Volno” a na návěstidle svítí zelené světlo. Na posledním oddílovém návěstidle trojznakého autobloku před vjezdovým návěstidlem do stanice je v základní poloze návěst „Výstraha” a na návěstidle svítí žluté světlo. Na posledním oddílovém návěstidle čtyřznakého autobloku je v základní poloze návěst „Opakování návěsti Výstraha” (bílé světlo a nad ním žluté světlo). Čtyřznaký autoblok se již v současnosti na síti Správy železnic nepoužívá.
O návěstním znaku na oddílovém návěstidle informuje obsluhu vlaku samostatná předvěst v případě hradla nebo hlásky nebo předchozí hlavní (oddílové, odjezdové, vjezdové odbočky...) návěstidlo v případě autobloku.